# Sigma Corporation
Sigma Corporation (яп. 株式会社シグマ, Кабусики-гайся Сигума) — японская компания, производящая фототехнику: сменные объективы, фотоаппараты, фотовспышки и различные фотоаксессуары.

## История компании
Компания основана 9 сентября 1961 года инженером Митихиро Ямаки как общество с ограниченной ответственностью «Научно-исследовательский институт „Сигма“» (яп. 有限会社シグマ研究所 ю:гэнгайся сигума кэнкю:дзё). В ноябре 1970 года наименование компании поменялось на Sigma Corporation. В ноябре 1973 года завершилось строительство первой очереди завода компании в префектуре Фукусима. В ноябре 1979 года создано первое заграничное представительство — в Германии. В феврале 1983 года завершилось строительство завода компании в префектуре Фукусима. В мае 1983 года создано представительство в Гонконге, а в мае 1986 года — в США. В апреле 1993 года создано представительство компании в Сингапуре. В сентябре 1994 года создано представительство во Франции, а ноябре 2001 года — в Великобритании.
В феврале 2008 года поглощена компания «Фовеон» — разработчик сенсоров Foveon X3 для цифровых фотоаппаратов.
Вся продукция компании производится на собственном заводе в области Айдзу (Япония).
18 января 2012 года в возрасте 78 лет в Токио умер основатель компании Митихиро Ямаки. В настоящее время главой компании является его сын, Кадзуто Ямаки.

## Продукция
Основной продукцией компании на протяжении почти всей её истории являются сменные объективы для зеркальных фотоаппаратов. «Сигма» также выпускает фотоаппараты, фотовспышки, телеконвертеры и аксессуары для фотоаппаратов и объективов.

### Объективы

#### История

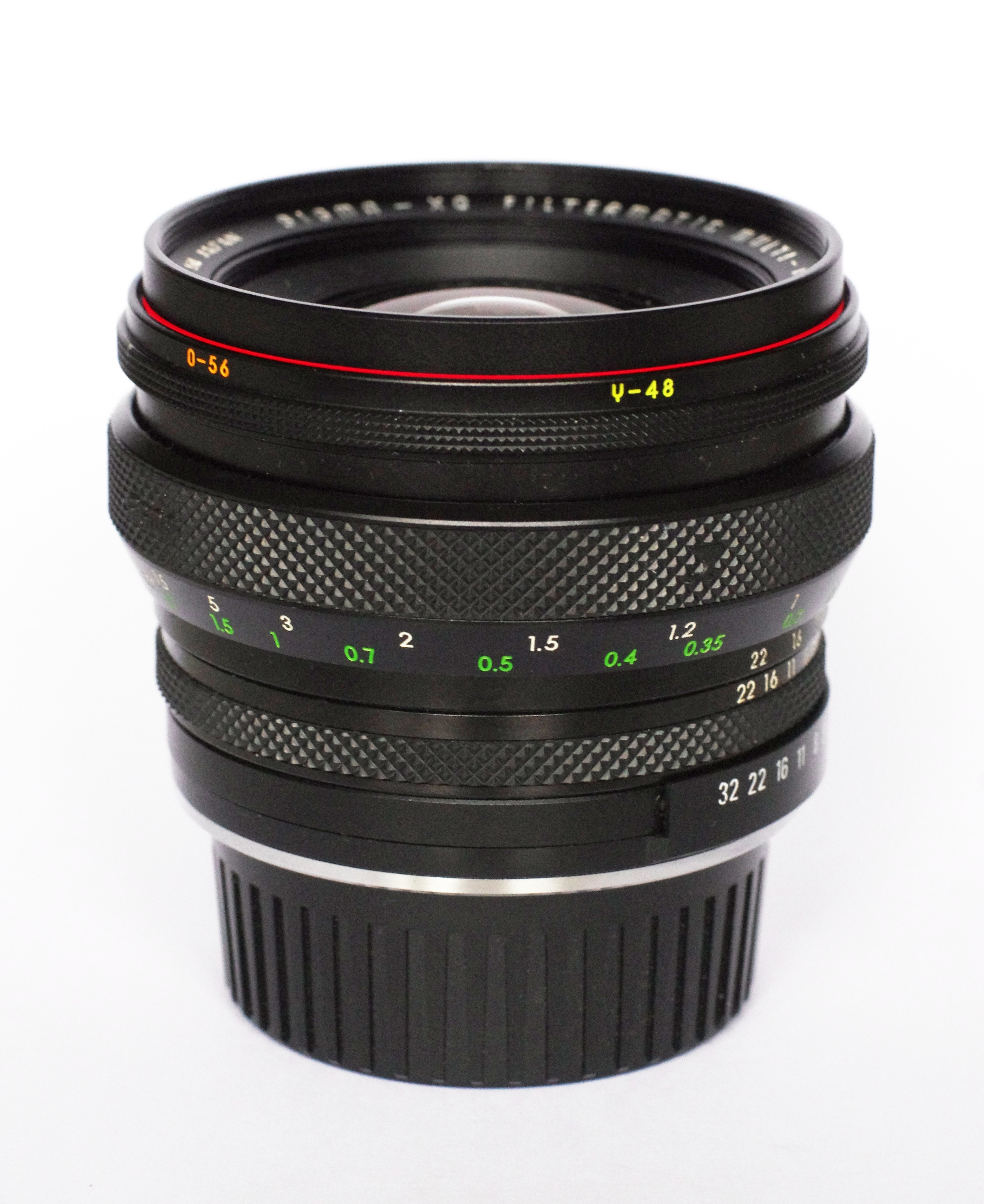
Sigma-XQ 24mm F2.8 Filtermatic — объектив с системой «филтерматик»

«Сигма» начала выпуск объективов с нишевых моделей, разработав и запустив в производство в 1960-х годах «рыбий глаз» Sigma 12mm F8 и зеркально-линзовый Sigma 500mm F8. Не обладая на тот момент большим авторитетом, компания значительную часть продукции поставляла на заказ под различными американскими и европейскими брендами: Accura, Spiratone, Berolina, Beroflex и др. В 1970-х годах ассортимент значительно расширился и включал в себя фикс-объективы с фокусным расстоянием от 16 до 400 мм, зеркально-линзовые 500mm F8 и 500mm F4, а также несколько телезумов. В некоторых широкоугольных объективах компании использовалась технология «филтерматик» (англ. Filtermatic), позволяющая менять встроенные в объектив цветные светофильтры поворотом кольца. В середине 1970-х «Сигма» выпускает свой первый стандартный зум — Sigma 39-80mm F3.5.
В 1979 году появляется первый в мире широкоугольный зум-объектив Sigma 21-35mm F3.5-4 Zoom-γ. В начале 1980-х компания расширяет спектр стандартных и телезумов, одновременно сокращая ассортимент фикс-объективов: ко второй половине 80-х выпускаются только широкоугольные (до 28 мм) и телеобъективы (от 400 мм) с постоянным фокусным расстоянием.
В 1986 году «Сигма» становится первым независимым производителем, предложившим автофокусные объективы. Компания «Минолта» пыталась оспорить право выпуска «Сигмой» объективов для её автофокусной системы «Альфа», однако проиграла дело. В течение нескольких лет «Сигма» осваивает выпуск автофокусных объективов для зеркальных фотоаппаратов «Минолта», «Никон», «Олимпус», «Кэнон», «Пентакс» и «Яшика» («Кёсэра»), а с 1993 года производит автофокусные объективы и для собственной системы.

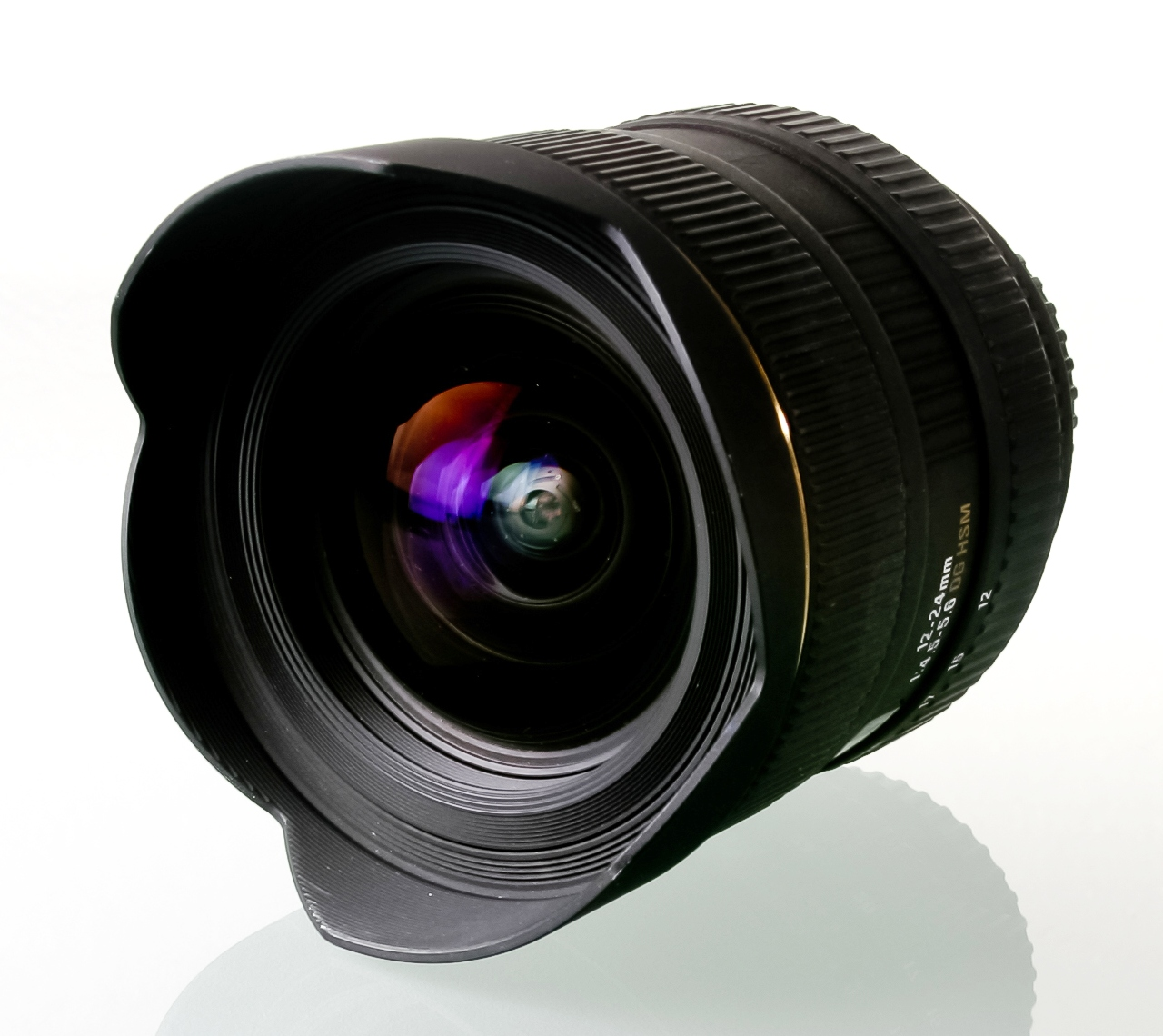
Sigma 12-24mm F4.5-5.6 EX DG Aspherical HSM — самый широкоугольный зум-объектив для 35-мм зеркальных камер на момент появления в 2003 году

В конце 1980-х в линейке появляются макрообъективы с фокусным расстоянием от 50 до 180 мм. Sigma 18-35mm F3.5-4.5 Aspherical UC в 1994 году обновляет рекорд для широкоугольных зум-объективов, и в том же году компания представляет свои первые объективы с ультразвуковым мотором (англ. HSM — hypersonic motor). К концу 1990-х прекращается выпуск неавтофокусных объективов (зеркально-линзовый Sigma 600mm F8 предлагался до середины 2000-х), ассортимент объективов сводится к моделям для пяти автофокусных систем: «Сигма», «Кэнон», «Никон», «Минолта» и «Пентакс». В начале 2000-х компания устанавливает новые рекорды для широкоугольных зумов, выпуская сначала Sigma 15-30mm F3.5-4.5 EX DG Aspherical (2001), а затем Sigma 12-24mm F4.5-5.6 EX DG Aspherical HSM (2003).
На «Photokina-2002» «Сигма» представляет свой первый объектив с оптической стабилизацией изображения (англ. OS — optical stabilizator) Sigma 80-400mm F4.5-5.6 EX APO OS и два необычных телезума: Sigma 120-300mm F2.8 EX APO IF HSM и Sigma 300-800mm F5.6 EX APO IF HSM. Оба предлагают рекордное по сей день для зум-объективов соотношение светосилы и максимального фокусного расстояния. В 2003 году компания разрабатывает и выпускает свои первые объективы для цифровых зеркальных фотоаппаратов с матрицей уменьшенного размера.

#### Современность
В 2006 году была выпущена вторая модель со стабилизацией изображения, и в течение пяти лет компания внедрила эту технологию в большинстве зум-объективов и в макрообъективах с большим фокусным расстоянием. С 2007 года почти во всех новых моделях используется ультразвуковой мотор, в том числе в версиях для фотоаппаратов «Сони» (система «Альфа») и «Пентакс».

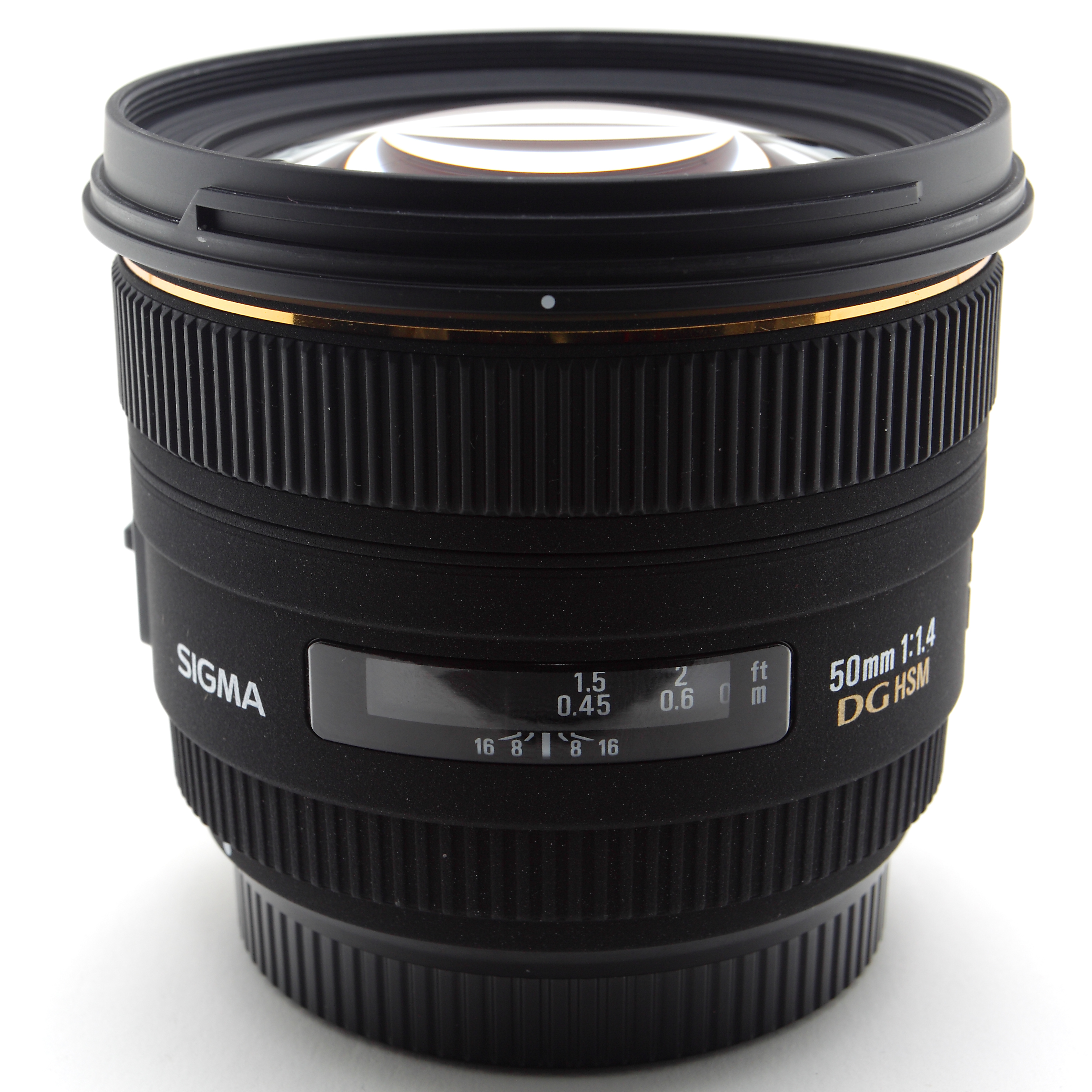
Sigma 50mm F1.4 EX DG HSM

В последующие годы произошли значительные изменения в имидже компании и позиционировании её продукции. Ещё в середине 2000-х «Сигма» конкурировала на рынке объективов для зеркальных фотоаппаратов, предлагая в основном либо модели, аналогичные «оригинальным», но более доступные (например, 28-70mm F2.8, 70-200mm F2.8, 28-80mm F3.5-5.6), либо объективы с уникальным сочетанием параметров (15-30mm F3.5-4.5, 24-135mm F2.8-4.5, 100-300mm F4). При этом в её ассортименте полностью отсутствовали стандартные и портретные фикс-объективы — в этом диапазоне предлагались лишь макрообъективы со светосилой 1:2,8. Поэтому настоящей сенсацией стало появление в 2008 году объектива Sigma 50mm F1.4 EX DG HSM, стоимость которого — 500 долларов — более чем в полтора раза превышала цены на объективы 50mm F1.4 «Кэнона», «Никона», «Пентакса» и «Минолты». Тем не менее, новинка тепло была встречена прессой и пользователями, поскольку по своим оптическим характеристикам превосходила конкурентов.

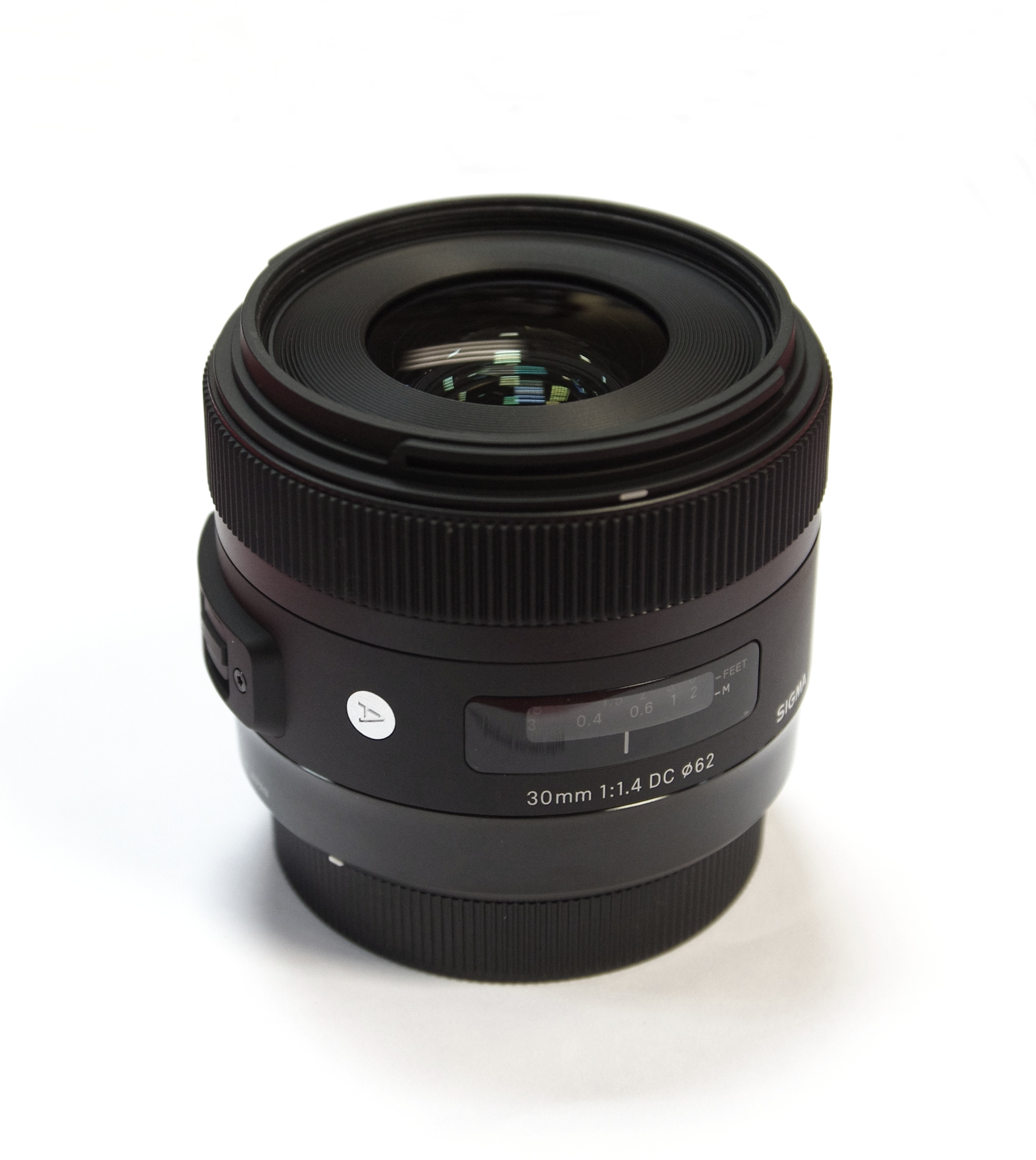
Sigma 30mm F1.4 DC HSM A013 — объектив «художественной» серии

Два года спустя был выпущен Sigma 85mm F1.4 EX DG HSM, получивший схожие оценки, а ещё через два года, в сентябре 2012 года, «Сигма» объявила о перестройке линейки своей оптики в рамках новой концепции «Глобал вижн» (англ. Global Vision). С тех пор все новые объективы делятся на три серии: A (англ. Art — «художественная»), S (англ. Sports — «спортивная») и C (англ. Contemporary — «современная»). «Сигма» заявила, что все новые объективы проходят оптический контроль с использованием аппаратуры собственной разработки, а в качестве материала корпуса широко используется разработанный компанией сорт пластика, коэффициент температурного расширения которого близок к коэффициенту алюминия. Представленный в ранге первого объектива серии Art Sigma 35mm F1.4 DG HSM A012 превзошёл по своим характеристикам аналогичные модели «Кэнона» и «Никона» при меньшей стоимости и упоминается как наиболее важная для компании модель в её новейшей истории.
С 2012 года в дополнение к объективам для зеркальных фотоаппаратов «Сигма» начала выпуск объективов для беззеркальных системных фотоаппаратов.
На сентябрь 2014 года компания предлагает 47 объективов (24 с постоянным и 23 с переменным фокусным расстоянием) трёх типов: для полнокадровых зеркальных фотоаппаратов (серия DG, 31 модель), для цифровых зеркальных фотоаппаратов с матрицей формата APS-C (серия DC, 13 моделей) и для беззеркальных фотоаппаратов (серия DN, 3 модели). Объективы для зеркальных фотоаппаратов выпускаются для всех пяти актуальных малоформатных систем — «Сигма», «Кэнон», «Никон», «Сони» (прежние названия — «Минолта» и «Коника Минолта») и «Пентакс», однако для двух последних «Сигма» предлагает только объективы серии DC и лишь некоторые наиболее популярные модели серии DG. Из существующих беззеркальных систем поддерживаются лишь две самые распространённые: «Сони» (байонет E) и «Микро 4:3».
В сентябре 2018 г. Sigma объявила об альянсе с Leica и Panasonic. Три фирмы переходят на байонет L от Leica, в 2019 году ожидается выпуск полнокадровых фотоаппаратов и объективов, использующих этот байонет. Вместе с тем Sigma обещает продолжить выпуск объективов под свой байонет SA.

### Фотоаппараты

#### История

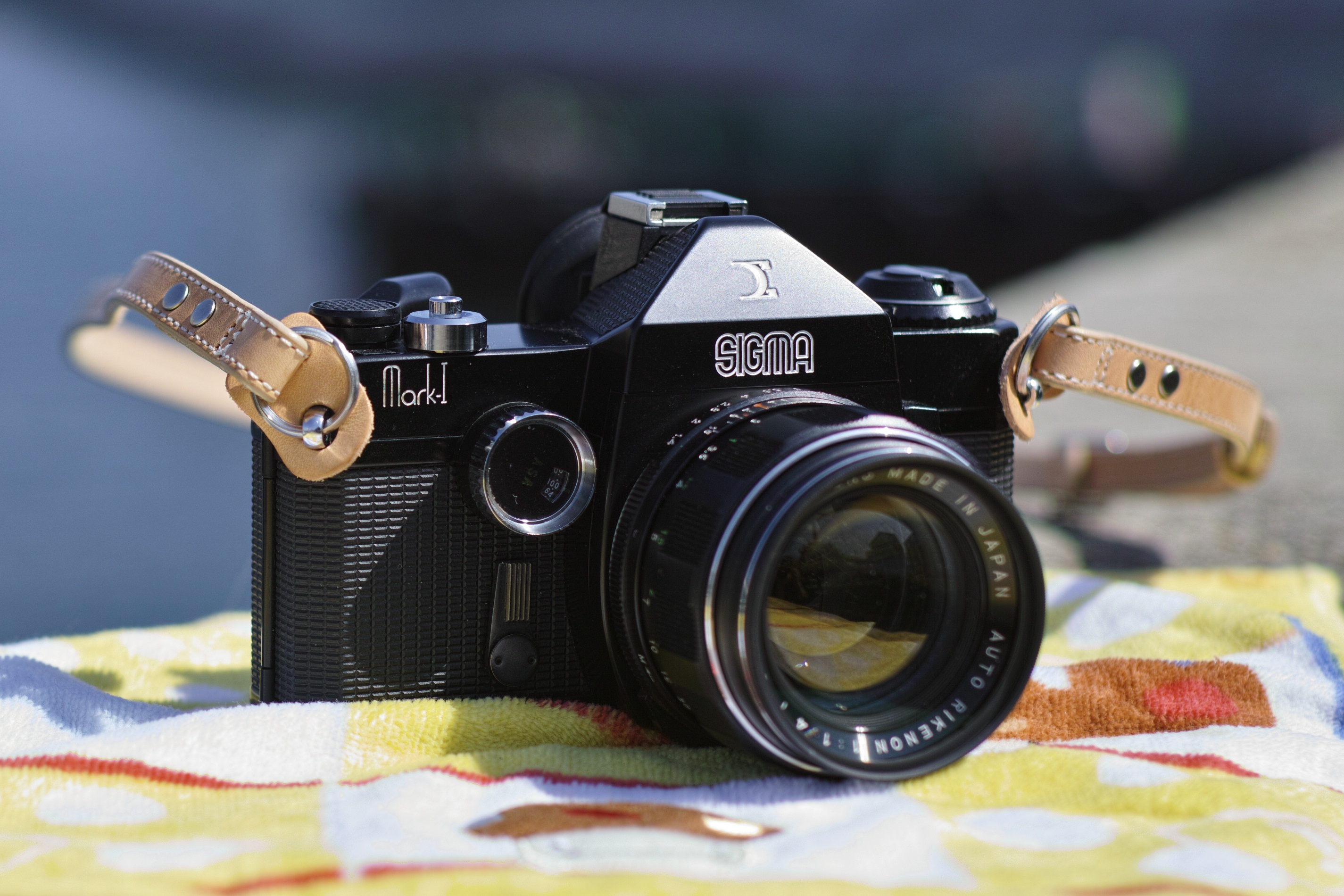
Sigma Mark-I — первый фотоаппарат «Сигма»

Первый фотоаппарат под маркой «Сигма» появился в середине 1970-х годов и получил название Sigma Mark-I. Это зеркальный фотоаппарат с резьбовым соединением М42. Он не является разработкой «Сигмы», а представляет собой перелицованный Ricoh Singlex TLS компании «Рико». Ещё один клон этой камеры — Cosina Hi-Lite.
Аналогичной была вторая попытка выйти на рынок зеркальных фотоаппаратов: Sigma SA-1, выпущенный в 1983 году, основан на Ricoh XR-7, однако, по утверждению компании, спроектирован инженерами «Сигмы» и производился на фабрике компании. От XR-7 отличается утолщённым хватом для правой руки. Ещё одна модель-близнец — Sears KS-2. Крепление объектива по сравнению с Mark-I поменялось с резьбового на байонет K.
С 1987 года в течение около десяти лет компания предлагала компактные автофокусные фотоаппараты.
В октябре 1993 года «Сигма» запустила свою зеркальную систему, в которой используется байонет Sigma SA. Было выпущено шесть моделей плёночных фотоаппаратов серии SA. В 2002 году начался выпуск цифровых зеркальных фотоаппаратов серии SD, в которых задействована технология трёхслойной светочувствительной матрицы, разработанная американской компанией «Фовеон».
С 2006 года компания предлагает компактные цифровые фотоаппараты серии DP, использующие общие с зеркальными фотоаппаратами матрицы. Во всех цифровых фотоаппаратах «Сигма», за исключением новейшей sd Quattro H, устанавливаются матрицы формата APS-C.

#### Современность
Компания предлагает два зеркальных цифровых фотоаппарата серии SD и четыре компактных цифровых фотоаппарата серии DP. Зеркальный Sigma SD15 оснащён матрицей второго поколения с относительно низким разрешением (4,6 млн пикселов в каждом из трёх слоёв) и кроп-фактором 1,7 и стоит около 1000 долларов США. Более современный Sigma SD1 Merrill имеет более крупную матрицу третьего поколения (кроп-фактор 1,5) с разрешением 3 × 15 млн пикселов и стоит около 2000 долларов.
Фотоаппараты серии DP имеют несъёмные фикс-объективы. Выпускаются четыре линейки: DP0 со сверхширокоугольным объективом с фокусным расстоянием 14 мм, DP1 с широкоугольным объективом с ФР 19 мм, DP2 со стандартным объективом с ФР 30 мм и DP3 с портретным объективом с ФР 50 мм. Стоимость фотоаппаратов серии DP — около 1000 долларов на момент начала продаж.
В феврале 2016 года «Сигма» анонсировала собственную беззеркальную систему. Представленные модели sd Quattro и sd Quattro H имеют байонет Sigma SA и различаются размером матрицы: первая обладает традиционной для компании матрицей формата APS-C с кроп-фактором около 1,5, а вторая — матрицей увеличенного размера с кроп-фактором 1,35.
В сентябре 2018 г. было объявлено, что в 2019 году ожидается выпуск полнокадровой камеры, концепт которой, с использованием байеровской матрицы, вместо традиционного foveon, под названием Sigma fp, был представлен в июле. Больше камеры с фирменным байонетом SA выпускаться не будут, вместо него будет байонет L от Leica. Для пользователей объективов стандарта SA будет выпущен адаптер.

#### Список моделей

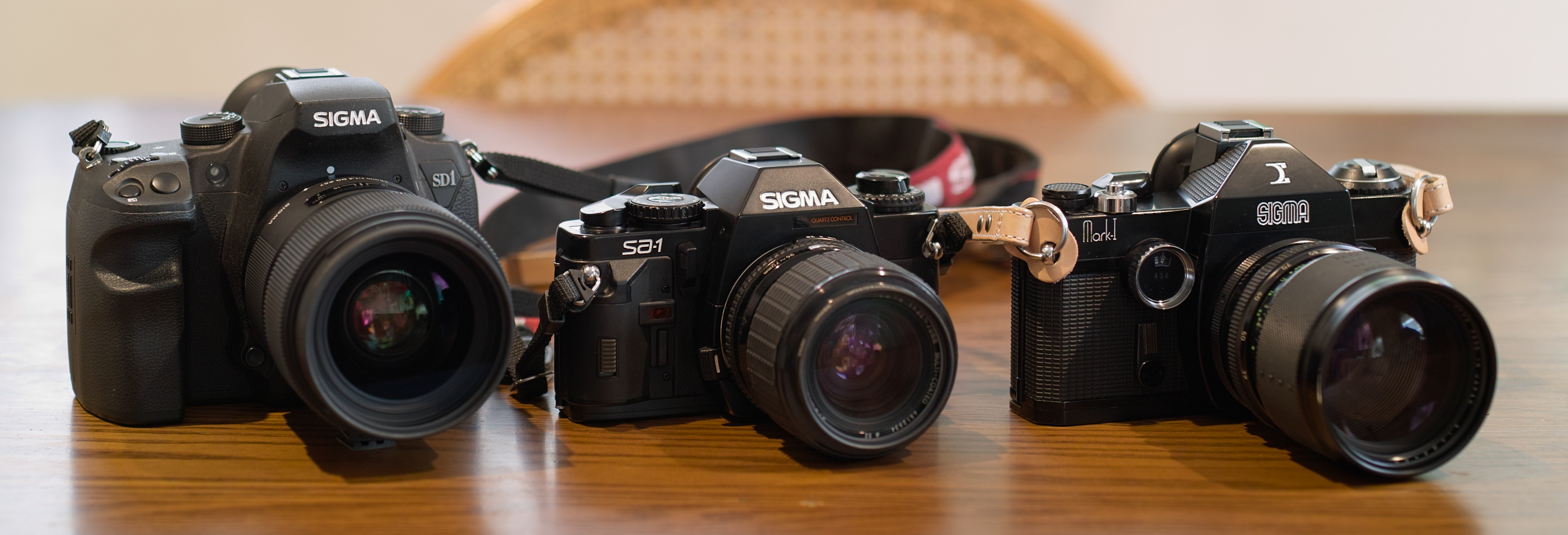
Зеркальные фотоаппараты «Сигма» разных эпох: SD1, SA-1, Mark-I

##### Плёночные зеркальные фотоаппараты
Ранние модели, разработанные «Рико»:
- Sigma Mark-I, резьбовое соединение M42×1, 1975 год
- Sigma SA-1 (Zoom man), байонет K, 1983 год.

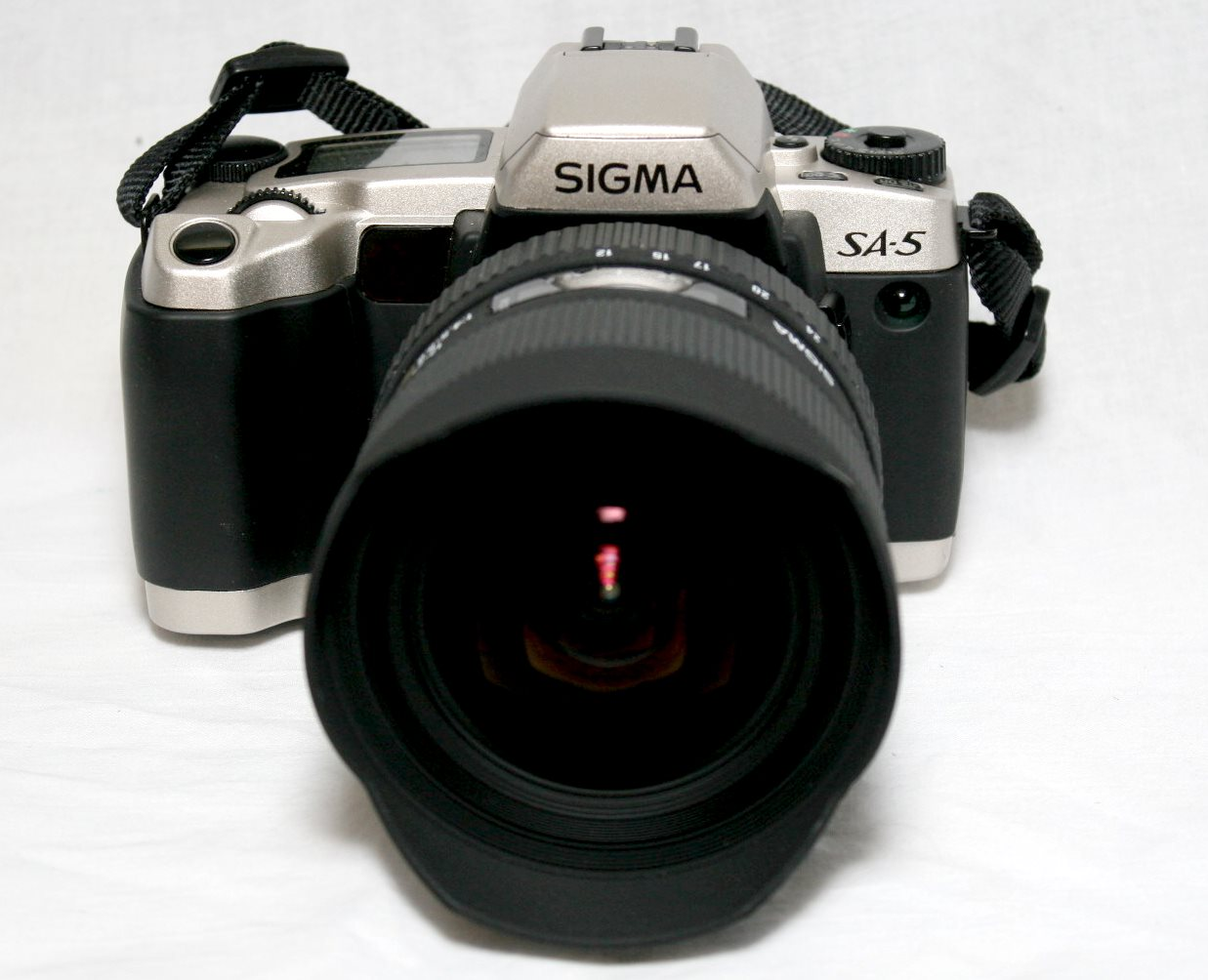
Sigma SA-5

Плёночные фотоаппараты с байонетом SA:
- Sigma SA-300 (1993 год)
- Sigma SA-300N (1994 год)
- Sigma SA-5 (1997 год)
- Sigma SA-7 (2001 год)
- Sigma SA-9 (2001 год)
- Sigma SA-7N (2002 год)

##### Плёночные компактные фотоаппараты
- Sigma AF35D-TF, 1986 год
- Sigma Zoom 35AF, 1989 год
- Sigma Zoom 28AF, 1990 год
- Sigma Zoom 50AF, 1990 год
- Sigma Zoom Super 28, 1991 год
- Sigma Zoom Super 70, 1991 год
- Sigma Zoom Super 100, 1991 год
- Sigma Mini Zoom Macro 105, 1994 год

##### Цифровые зеркальные фотоаппараты
- Sigma SD9, 2002 год
- Sigma SD10, 2004 год
- Sigma SD14, 2006 год

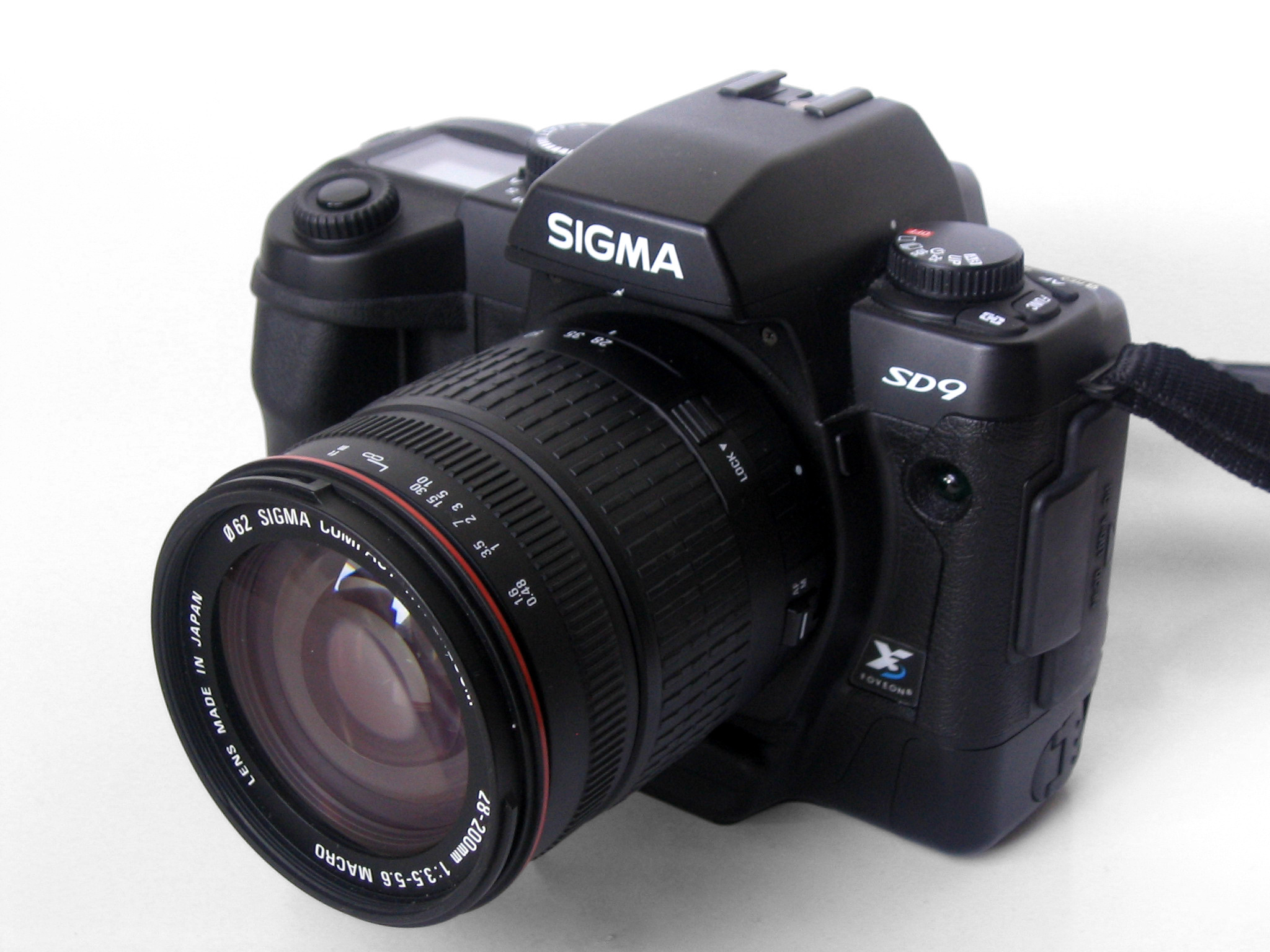
Sigma SD9

- Sigma SD15, 2009 год, выпускается с 2010 года
- Sigma SD1, 2010 год, выпускается с 2011 года, с 2012 как Sigma SD1 Merrill

##### Цифровые компактные фотоаппараты

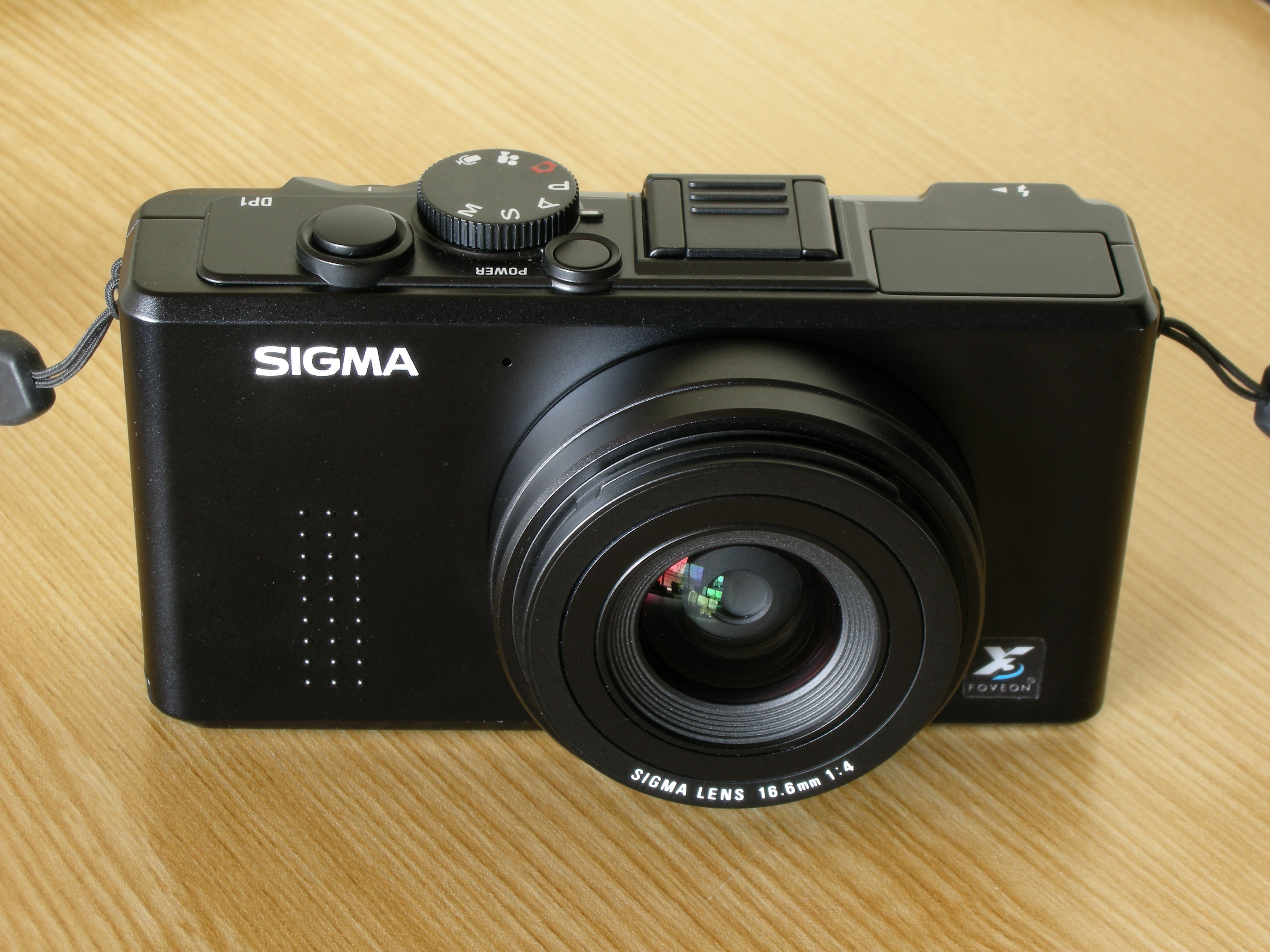
Sigma DP1

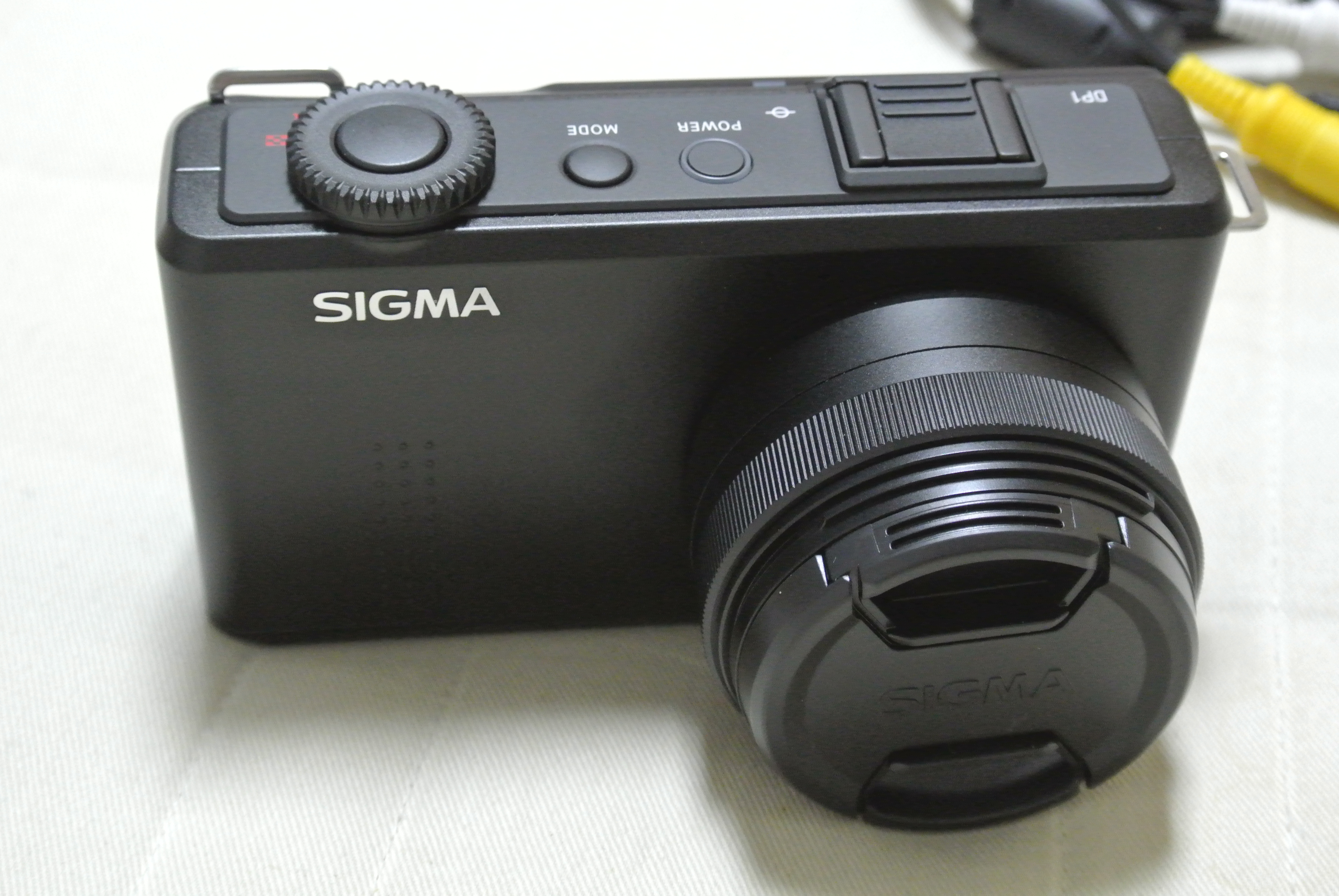
Sigma DP1 Merrill

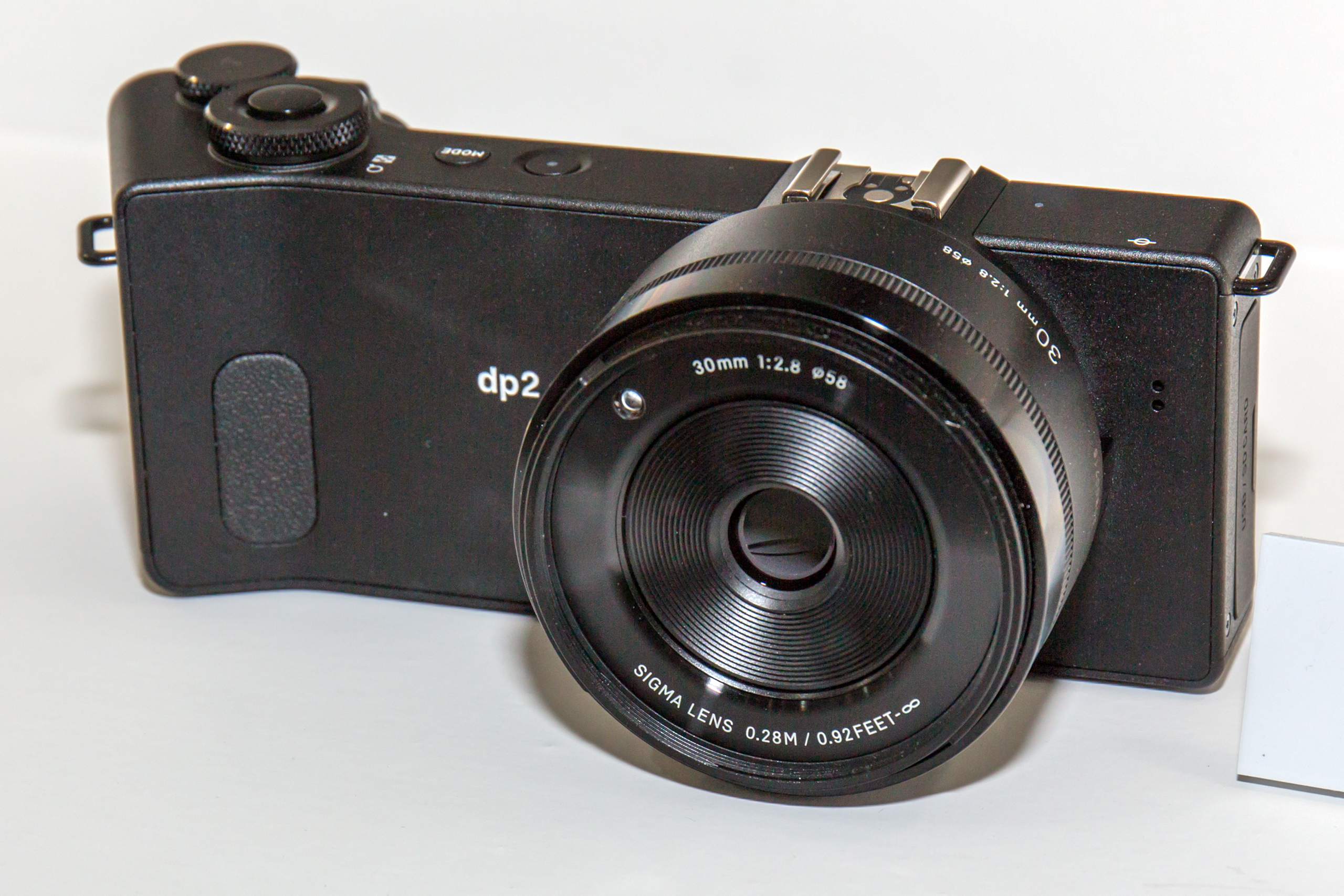
Sigma dp2 Quattro

- Sigma DP1, 2006 год, поступил в продажу в 2008
- Sigma DP2, 2008 год
- Sigma DP1s, 2009 год
- Sigma DP2s, 2010 год
- Sigma DP1x, 2010 год
- Sigma DP2x, 2011 год
- Sigma DP1 Merrill, 2012 год
- Sigma DP2 Merrill, 2012 год
- Sigma DP3 Merrill, 2013 год
- Sigma dp2 Quattro, 2014 год
- Sigma dp1 Quattro, 2014 год
- Sigma dp3 Quattro, 2014 год
- Sigma dp0 Quattro, 2015 год

##### Беззеркальные фотоаппараты
- Sigma sd Quattro, 2016 год
- Sigma sd Quattro H, 2016 год
- Sigma fp, первая полнокадровая модель и первая с использованием байеровской матрицы, анонсирована в июле 2019[6]

### Вспышки
Первой фотовспышкой, выпущенной под маркой Sigma, стала Sigma Electronic Flash SA 240, которая является аналогом модели Ricoh XR Speedlite 240. Она появилась в первой половине 1980-х и была предназначена для фотоаппарата SA-1. В 1986 году вместе с компактным фотоаппаратом Sigma AF35D-TF была представлена вспышка SA200.
В первой половине 1990-х была выпущена относительно простая модель Sigma Electronic Flash 280 (для «Сигмы», «Кэнона», «Никона», «Пентакса»; вариант для «Минолты» имел обозначение 287); её выход совпал по времени с появлением собственной зеркальной системы компании. Вскоре была выпущена Sigma EF-430 с поднимающейся «головой» и ЖК-дисплеем, на смену которой пришли упрощённая EF-430 ST без ЖК-дисплея и более оснащённая EF-430 Super с поворачивающейся «головой». В дальнейшем появились модели EF-500 (2000), EF-500 DG (2004), EF-530 DG (2007), EF-610 DG (2010) с индексами ST и Super, и позднее EF-630. Модели с индексом Super, а также EF-630, более функциональны, ST — более простые модели без ЖК-дисплея и без поворачивающейся «головы». В отличие от предыдущих моделей, новая EF-630 выпускается только в вариантах для «Сигмы», «Кэнона» и «Никона».
Компания также выпускает кольцевую вспышку Sigma EM-140, предназначенную для макросъёмки и других специфичных условий использования, и компактную вспышку EF-140DG для компактных цифровых фотоаппаратов серии DP.

### Телеконвертеры

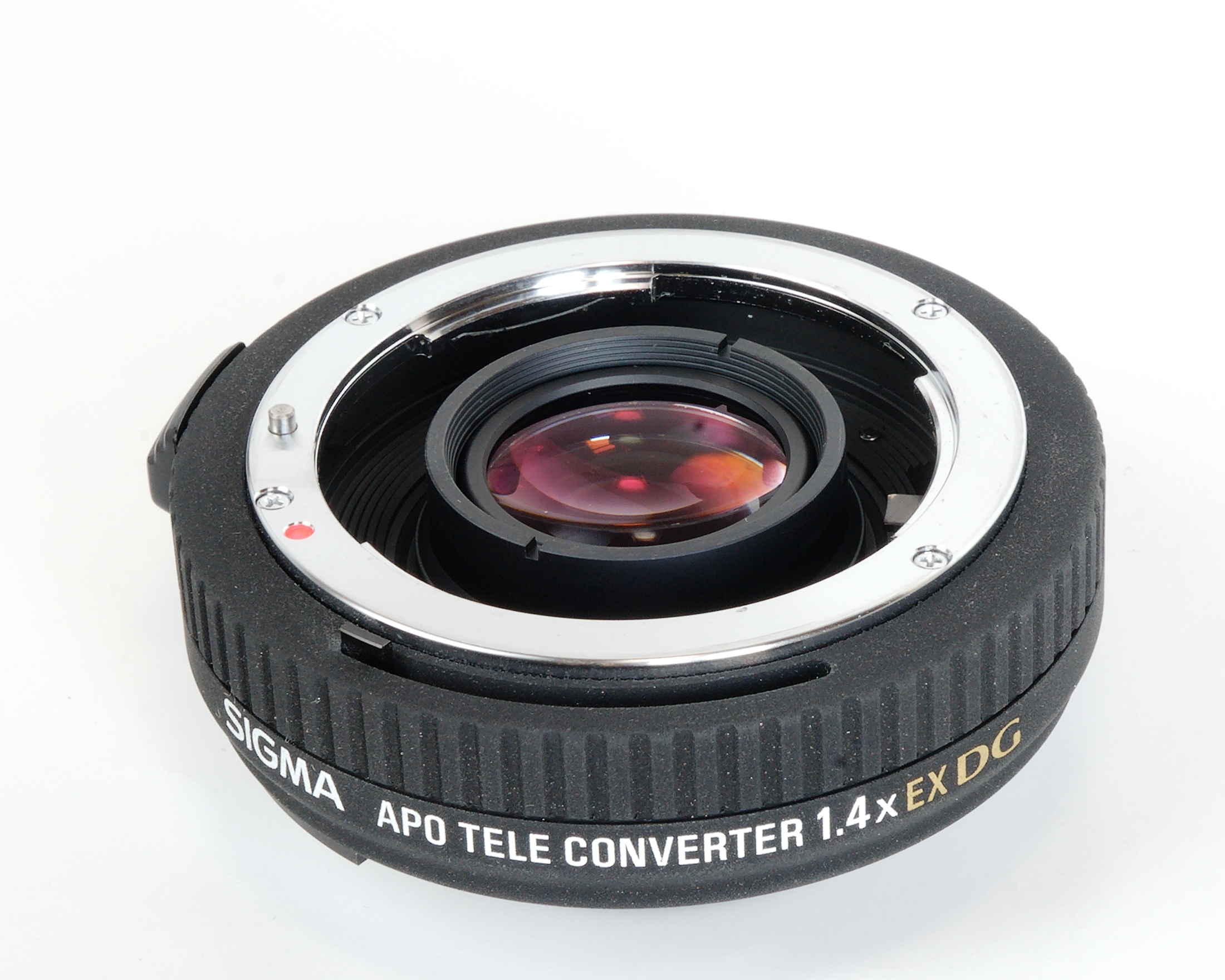
Sigma APO Teleconverter 1.4x EX DG

Телеконвертер, устанавливающийся между камерой и объективом, был изобретён основателем компании Митихиро Ямаки, и с него началась история «Сигмы». Компания производила телеконвертеры на протяжении всего своего существования.
Список моделей:
- Sigma Model T Tele-up 2.5x. Первая коммерческая модель компании. 1950—1960-е годы.
- Sigma Telemac 2x. До середины 1970-х
- Sigma Telemac 3x. До середины 1970-х
- Sigma Telemac Vario 2x. До середины 1970-х. Кратность увеличения можно изменять в диапазоне от 2 до 3.
- Sigma Tele-Macro 2x. Середина 1970-х — конец 1980-х. Телеконвертер превращается в макрокольцо путём удаления блока с линзами.
- Sigma AF 1.6x Multi Converter. Автофокусный телеконвертер для установки неавтофокусных объективов на автофокусные фотоаппараты «Минолта». Версии MD-MA (для объективов с байонетом MD) и AI-MA (для объективов с байонетом Nikon F. Конец 1980-х.
- Автофокусные телеконвертеры 1.4x и 2x для байонетов Sigma SA, Canon EF, Nikon, Pentax и Minolta A (Sony A).
  - Sigma AF Tele Converter x1.4 (1990).
  - Sigma APO Teleconverter 1.4x EX (ок. 1999).
  - Sigma APO Teleconverter 2x EX (ок. 1999).
  - Sigma APO Teleconverter 1.4x EX DG (2005).
  - Sigma APO Teleconverter 2x EX DG (2005).
  - Sigma Tele Converter 1.4x TC-1401 (2014).
  - Sigma Tele Converter 2x TC-2001 (2014).